# Montignac-le-Coq
Montignac-le-Coq är en kommun i departementet Charente i regionen Nouvelle-Aquitaine i västra Frankrike. Kommunen ligger  i kantonen Aubeterre-sur-Dronne som ligger i arrondissementet Angoulême. År 2022 hade Montignac-le-Coq 134 invånare.

## Befolkningsutveckling
Antalet invånare i kommunen Montignac-le-Coq
Referens:INSEE